# Seznam izraelských velvyslanců ve Spojených státech amerických
Toto je seznam izraelských velvyslanců ve Spojených státech amerických:
1. Elijahu Ejlat, 1948–1950
2. Abba Eban, 1950–1959
3. Avraham Harman, 1959–1968
4. Jicchak Rabin, 1968–1973
5. Simcha Dinic, 1973–1979
6. Efrajim Evron, 1979–1982
7. Moše Arens, 1982–1983
8. Meir Rosenne, 1983–1987
9. Moše Arad, 1987–1990
10. Zalman Šoval, 1990–1993
11. Itamar Rabinovich, 1993–1996
12. Elijahu Ben Elisar, 1996–1998
13. Zalman Šoval, 1998–2000
14. David Ivry, 2000–2002
15. Danny Ajalon, 2002–2006
16. Salaj Meridor, 2006–2009
17. Michael Oren, 2009–2013
18. Ron Dermer, 2013–2021
19. Gil'ad Erdan, 2021
20. Michael Herzog, 2021–dosud